# Gölemezli
Gölemezli ist eine Kleinstadt im Landkreis Akköy der türkischen Provinz Denizli. Gölemezli liegt etwa 33 km nordwestlich der Provinzhauptstadt Denizli und 8 km nordwestlich von Akköy. Gölemezli hatte laut der letzten Volkszählung 623 Einwohner (Stand Ende Dezember 2010).